# Фёдоров, Сергей Анатольевич
Серге́й Анато́льевич Фёдоров (род. 12 июля 1966, Сладково) — российский актёр театра и кино. Заслуженный артист Российской Федерации (2008).

## Биография
Семья, в которой родился Сергей, жила в административном центре Сладковского района — селе Никулино, откуда была родом Екатерина Филипповна — мать Сергея, заведующая местным клубом. Анатолий Степанович — отец, родом из соседней деревни Катайск (Никулинское сельское поселение), работал в совхозе бригадиром трактористов. В семье ещё росли брат и две сестры. Сергей с раннего детства участвовал в художественной самодеятельности. С 1973 по 1983 год обучался в никулинской средней школе. В 1984 году был призван в армию, в ВВС. После учебки в Латвии оказался в воинской части в Тернопольской области, где служил механиком самолётных двигателей.
По возвращении из армии осенью 1986 года поступил на рабфак Уральского государственного университета имени А. М. Горького в Свердловске и летом 1987 года стал студентом исторического факультета Уральского университета. Среди однокурсников был Григорий Лифанов, в тот год не прошедший в театральный, — вдвоём с ним стали посещать свердловские театры, студенческие спектакли. За компанию в 1989 году Сергей отправился в набиравший труппу недавно созданный «Театрон» и, пройдя прослушивание у Игоря Турышева, стал его артистом. Занятость в театре и неудовлетворённость преподаванием истории на факультете (шли годы перестройки) побудили перейти на заочную форму обучения. Окончательный разрыв с университетом произошёл на третьем курсе.
В 1992 году вместе с Г. Лифановым и ещё несколькими артистами «Театрона» поехали в Москву, в ГИТИС, набор на кафедру актёрского мастерства проводил Владимир Андреев. Мастером курса стала профессор И. И. Судакова, представительница театральной династии, среди педагогов были О. Д. Якушкина, Б. В. Хвостов. Учёба в мастерской привила уважение к «классическому» театру. Весь институт тогда обсуждал постановку Петра Фоменко «Волки и овцы» и с этого началось увлечение Сергея Мастерской Фоменко. Однако, завершив обучение в 1997 году, вернулся в Екатеринбург.
В 2003 году на постановке пьесы К. Костенко «Клаустрофобия» в «Театроне» произошла встреча с режиссёром спектакля Николаем Колядой. Это послужило началом многолетнего сотрудничества. В новый спектакль «Птица Феникс» (2004) на собственной площадке «Коляда-театра» на главную роль Коляда выбрал Фёдорова. Год продолжалась жизнь на два театра и только в 2005 году Сергей окончательно перешёл к Н. Коляде, где стал одним из ключевых актёров, которому по плечу роли широчайшего диапазона, включая «гротескные, на грани карикатуры».

Он и сейчас, будучи одним из «столпов» труппы Коляды, чей театр славится авангардными поисками новых форм, остаётся ярко выраженным характерным артистом с сильным комическим уклоном. Фёдоров умеет главное — пройти по тонкому лезвию между гротеском и реализмом — и не срезаться, важнейшее качество для артиста в системе Николая Владимировича.
Искромётный дар гротеска вкупе с высокопрофессиональной техникой сообщает всем ролям Фёдорова поразительную глубину, даёт то пространство свободы, где смех побеждает смерть, где со смертью в очередной раз можно сыграть в дурака.
— Елена Соловьёва, «Культура Урала» № 6 2014
Коллега по театру Олег Ягодин определил его положение в труппе как «батя».
Вместе с театром участвовал во многих фестивалях как в стране: «Новая драма», «Реальный театр», «Золотая маска», так и за рубежом: Passages в Нанси (2009) и Метце (2013), на Шекспировских фестивалях в Гданьске (2011), Бухаресте (2012), Дьюле (2018) и других. Входил в жюри Международного театрального фестиваля современной драматургии «Коляда-Plays» (Екатеринбург), а также Всероссийского фестиваля «Юность».
С 2011 года С. Фёдоров принимает участие в работе Центра Современной Драматургии, где кроме спектаклей участвует в актёрских читках, в том числе выездных. В 2013 году был приглашён в спектакль «Сатори» на новой сцене Свердловской музкомедии (режиссёр А. Вахов).
В рамках III Уральской индустриальной биеннале в 2015 году вместе с другими артистами «Коляда-театра» принимал участие в променад-спектакле «Пролом» (драматург В. Шергин), игравшегося в цехах типографии «Уральский рабочий», а в 2016 году в Уф ГЦСИ — в променад-спектакле «Школа» (драматурги: С. Карабаева, В. Шергин).
 В октябре 2017 года сыграл на открытии московского «Театр Новых пьес» Н. Коляды («Старая зайчиха»). В 2019 вышел на сцену Камерного театра в главной роли в «Гробовщике» А. Пушкина (реж. Н. Коляда).
Первой заметной работой Сергея в кино стала роль алкоголика Васи Жмуркина в комедийно-детективном сериале 2007—2008 годов «Дело было в Гавриловке». Ныне у актёра опыт сотрудничества с Сергеем Лозницей и Алексеем Федорченко.
Сергей Фёдоров живёт и работает в Екатеринбурге. Женат на драматурге Анне Богачёвой, воспитывает сына.

## Театральные работы
Малый драматический театр «Театрон»
- «Точка зрения» В. Шукшина — Дед
- «Лиса и виноград» Г. Фигейредо — Ксанф
- «Розенкранц и Гильденстерн мертвы» Т. Стоппарда — Гамлет
- «Что случилось в зоопарке» Э. Олби — Питер
- «Клаустрофобия» К. Костенко — Гарин
- «Карлсон вернулся» А. Линдгрен/Н. Коляда — Карлсон

«Коляда-театр»
- «Мадам Роза» Н. Коляды — доктор Кац, Юсеф Кадир, мьсе Хамиль
- «Птица Феникс» Н. Коляды — Иннокентий Козлов
- «Ревизор» Н. Гоголя — Городничий/судья
- «Нежность» Н. Коляды — Он
- «Амиго» Н. Коляды — Григорий Иванович
- «Землемер» Н. Коляды — Соловей (Иван)
- «Старая зайчиха» Н. Коляды — Он
- «Тутанхамон» Н. Коляды — Тигран
- «Букет» Н. Коляды — Фёкла
- «Гамлет» У. Шекспира — Первый актёр
- «Курица» Н. Коляды — Фёдор Ильич Галактионов
- «Женитьба» Н. Гоголя — Анучкин, отставной пехотный офицер
- «Король Лир» У. Шекспира — Герцог Корнуэльский (Корнуолл)
- «Безымянная звезда» М. Себастиана — Начальник вокзала
- «Фронтовичка» А. Батуриной — Марк Анатольевич
- «Группа ликования» Н. Коляды — Борис Кочубей
- «Трамвай „Желание“» Т. Уильямса — Индеец, Врач
- «Вишнёвый сад» А. Чехова — Гаев
- «Два плюс два» Н. Коляды — Толик
- «Борис Годунов» А. Пушкина — Воротынский, Пристав 1, Стольник 1, Щелкалов
- «Баба Шанель» Н. Коляды — Капитолина Петровна
- «Маскарад» М. Лермонтова — Казарин
- «Концлагеристы» В. Шергина — Федот
- «Слуга двух господ» К. Гольдони — Бригелла
- «Нюня» Н. Коляды — Первый старик
- «Играем Мольера» Ж.-Б. Мольера/Н. Коляды — Оронт
- «Мёртвые души» Н. Гоголя — Собакевич
- «Кошка на раскалённой крыше» Т. Уильямса — Большой Папа
- «Ричард III» У. Шекспира — Король Эдуард
- «Маленькие трагедии» А. Пушкина — Председатель, Барон
- «Старосветская любовь» Н. Гоголя/Н. Коляды — Афанасий Иванович Товстогуб
- «Фальшивый купон» Л. Толстого/Е. Бронниковой, Н. Коляды —  Смоковников Фёдор Михайлович
- «Дыроватый камень» Н. Коляды — Игорь Петрович
- «Двенадцать стульев» И. Ильфа, Е. Петрова — Отец Фёдор
- «Мата Хари – Любовь» Н. Коляды — Николаев
- «Иван Фёдорович Шпонька и его тётушка» Н. Гоголя/Н. Коляды — Степан Петрович Курочка
- «Оптимистическая трагедия» В. Вишневского — Сиплый
- «Калигула» Н. Коляды — Клавдий
- «Нефритка» С. Ермолина — Таксист
- «Иван Васильевич» В. Шергина — Бунша-Корецкий / Иоанн Грозный
- «Анна Каренина» по роману Л. Толстого, инсценировка Н. Коляды — Князь Щербацкий

Центр современной драматургии
- «Партия» В. Зуева — случайный друг (эскиз спектакля)
- «Чайка» А. Чехова — Сорин
- «В этом городе жил и работал…» по пьесе К. Костенко «Техническая неисправность» — Андреевич

Свердловский театр музыкальной комедии
- «Сатори» К. Костенко — Николаенко

Камерный театр
- «Гробовщик» А. Пушкина — Прохоров Андриан

## Фильмография
- 1992 — Сам я — вятский уроженец / Чёрт
- 2000 — Граница. Таёжный роман (Солдаты, 4-я серия) / эпизод
- 2003 — Правда о щелпах / эпизод
- 2005 — Марсианские хроники. Глава 34. Часть I (не был завершён)
- 2007 — Дело было в Гавриловке / Жмуркин
- 2007 — Закон мышеловки / эпизод
- 2007 — Литейный (4-я серия) / эпизод
- 2008 — Дело было в Гавриловке-2 / Жмуркин
- 2008 — Псевдоним «Албанец» / эпизод
- 2008 — Серебро / Микишка
- 2008 — Спасите наши души / Аркадий Хробачков, младший лейтенант, радист
- 2009 — Черчилль (Осенние обострения, фильм 6) / эпизод
- 2010 — Легенда острова Двид / дворецкий
- 2010 — Паутина (фильм №1, ) / эпизод
- 2011 — У каждого своя война / эпизод
- 2012 — 29 километр / отец Кирилла, эпизод
- 2012 — Дело следователя Никитина / эпизод
- 2012 — Золото / Трифон
- 2012 — Золото «Глории» / пират Хитрый
- 2014 — Ангелы революции / часовой
- 2017 — Кроткая / водитель такси
- 2018 — Война Анны / эпизод
- 2019 — Золото Лагина / эпизод
- 2019 — Последняя «Милая Болгария» / Оранжевый доктор
- 2019 — Призраки прошлого / Дубинин, следователь
- 2021 — Второе солнце / мулла
- 2021 — Межсезонье / охранник на стадионе
- 2022 — Исправление и наказание / Семён Казанцев
- 2023 — Библиотекарь / таксист
- 2024 — Исправление и наказание-2 / Семён Казанцев

## Награды и звания
- 2007 — «Лучшая мужская роль» на фестивале «Ирбитские подмостки» — Он в спектакле «Нежность», Коляда-театр[32]
- заслуженный артист Российской Федерации (10 января 2008)[33]
- 2011 — «Лучшая мужская роль второго плана в драматическом театре» на конкурсе и фестивале «Браво!» — 2010 за роль Марка Анатольевича в спектакле «Фронтовичка», Коляда-театр[34]
- 2014 — специальный приз газеты «Уральский рабочий» в рамках конкурса и фестиваля «Браво!» — 2013 — за роль Собакевича в спектакле «Мёртвые души», Коляда-театр
- 2014 — «Лучшая мужская роль» на международном фестивале «Коляда-Plays» в спектаклях «Концлагеристы» (Коляда-театр) и «Сатори» (Свердловский театр музыкальной комедии)[35][36]

## Отзывы
«Гамлет»

Премьер (Сергей Фёдоров) читает знаменитый монолог о Гекубе с таким мощным рёвом и завываниями, что не только стены трясутся и зритель трепещет, но и сам герой, как в падучей, долго не может отойти от великой силы своего искусства.
 …и вся сцена опять оборачивается пародией на пафосный мёртвый театр.
— Галина Брандт, «Петербургский театральный журнал»,
 июнь 2007 

Четыре года непрестанного совершенствования актёрского мастерства у Коляды в одноимённом театре дали о себе знать. Утром Фёдоров играл бойкого Карлсона, а вечером разнузданного дембеля в «Нежности». Утром Карабас-Барабас, а вечером — Анучкин в «Женитьбе». Хозяин харчевни в «Золотом ключике», а потом — Городничий в «Ревизоре». С трудом отпросившись у Николая Коляды, бежал на съёмочную площадку «Дела…».
— «Комсомольская правда», 17 января 2008 
«Ревизор»

…в самом финале Городничему (Сергей Фёдоров) будет слышаться звон, с которым уезжает из города Хлестаков, звон, с которым рассеивается, как дым, надежда на новую жизнь. Однако далеко не сразу можно увидеть в спектакле человеческую драму, подлинные слезы Городничего, разглядеть за балаганной маской лицо живого человека.
 Кульминация обостряет образ Городничего как героя страдающего. И последние сцены с ним совсем не похожи на предыдущие, не только общим настроением, но даже манерой исполнения. От иронии и китча у Сергея Фёдорова не остаётся и следа – на свет проглядывают человеческие чувства.
— Алла Шуленина, «Экран и сцена», сентябрь 2012 
«Мёртвые души»
|  |  |

Собакевич — грустная нота, он Ельцин при костюме, в исполнении, само собой, Сергея Фёдорова. Универсальный Фёдоров в «Гамлете» играет старого лицедея труппы бродячего театра. Он даёт там такую возгонку оголтелого, бешеного наигрыша, что это переворачивается и становится правильным архетипом. Фёдоров — лучший, без сомнения, пародист БээНа. Такой Борис Николаевич нам незнаком — торгующийся до посинения, но продающий свой мёртвый народец задарма гопнику Чичикову.
— Дмитрий Лисин, «Свободная Пресса», январь 2014 

Собакевич — оживший мертвец. Сергей Фёдоров играет ожившего Ельцина. Причем играет принципиально не пародийно, а вот так, словно бы ожил Борис. Живой Ельцин. С морализмом и презрительным прищуром. С криминальными ухватами, с партийным прошлым. Губернатор-парторг.
— Павел Руднев, январь 2014 
«Кошка на раскалённой крыше»

Большой Па Фёдорова даже не пытается хвататься за воспоминания, он растерян и обращается в прошлое лишь потому, что не может найти других слов, его охватывает сильный страх, он не знает, чего ему ждать. Смерть наступает задолго до реального умирания, он забирается в кокон, из которого ему уже не суждено вырваться.
— Илья Губин, «Петербургский театральный журнал», октябрь 2015 
«В этом городе жил и работал…»
|  |  |

Сергей Фёдоров мастерски лепит мелкого беса – то нервно почёсываясь, то вскидываясь или ёжась, лихорадочно перемётываясь с места на место, жарко шипя и бормоча. Он оказывается младшим в адской иерархии, встречающей героя на входе в преисподнюю.
 Сергей Фёдоров играет не только суетливого неврастеника Андреевича, но и его жену – вальяжно-томную даму, мороча Блика мерцающими отражениями – женщина ли перед ним или всё же переодетый мужчина?
— Наталья Шаинян, «Театрал», июнь 2015 